# Вагины (Молотниковское сельское поселение)
Вагины — деревня в Котельничском районе Кировской области в составе Молотниковского сельского поселения.

## География
Располагается на расстоянии примерно 13 км по прямой на север от райцентра города Котельнич.

## История
Известна с 1678 году как починок Ронжинской из 1 двора, в 1764 64 жителя. В 1873 году здесь (деревня Ронжинская или Демиденки, Кочкины и Вагины) было отмечено дворов 4 и жителей 31, в 1905 8 и 73, в 1926 (Вагины или Кочкины)  13 и 78, в 1950 11 и 53, в 1989 уже не оставалось постоянных жителей.

## Население
Постоянное население  составляло 1 человек (русские 100%) в 2002 году, 2 в 2010.